# Fetbladskottvecklare
Fetbladskottvecklare (Lobesia bicinctana) är en fjärilsart som först beskrevs av Philogène Auguste Joseph Duponchel 1844.  Fetbladskottvecklare ingår i släktet Lobesia, och familjen vecklare. Arten är reproducerande i Sverige.